# Carlos Sotomayor (productor)
Carlos Sotomayor, hijo del productor del cine Jesús Sotomayor, nació 28 de octubre de 1956, en los Estudios Churubusco.

## Biografía
Carlos comenzó su carrera como técnico en la telenovela de señor Ernesto Alonso Senda de gloria, de ahí progresó a utilería y finalmente a asistente de productor. Después estudio cine en Los Ángeles en el prestigioso Instituto de Cine Americano (AFI) y trabajó para SIN (hoy Univision) editando y produciendo programas, entre ellos los primeros videos musicales en español.
Muy pronto trabaja en su primera telenovela Pasión y poder. Es productor destacado en la década de finales de los 1980 y principios de los 1990 por producir originales y revivir clásicos respetando los libretos originales de los autores. Entre otras, produjo las telenovelas: Cadenas de amargura, Valeria y Maximiliano, Imperio de cristal y La mentira.
Fue el primer productor que se dio cuenta de la importancia de producir las telenovelas en inglés.
Después de producir la novela El derecho de nacer, se trasladó a Estados Unidos, donde produjo proyectos como La ley del silencio en 2005 para Telemundo y varias webnovelas para Univision.com.
Estrenó las telenovelas Eva Luna en 2010 y El Talismán en 2012 en Univisión.
De parte de Univision Studios produce las telenovelas Rosario en 2012, Cosita linda en 2013 y Voltea pa' que te enamores en 2014.

## Trayectoria

### Telenovelas - Productor ejecutivo
- Voltea pa' que te enamores (2014/15)
- Demente criminal (2014)
- Cosita linda (2013/14)
- Arranque de pasión[2] (2013) (webnovela)
- Rosario (2012/13)
- El Talismán (2012)
- No me hallo[3] (2011) (webnovela)
- Eva Luna (2010/11)
- Vidas cruzadas[4] (2009) (webnovela)
- La ley del silencio (2005)
- El derecho de nacer (2001)
- Infierno en el paraíso (1999)
- La mentira (1998)
- Amada enemiga (1997)
- No tengo madre (1997)
- The guilt (1996/97) (versión estadounidense de La culpa)
- Forever (1996) (versión estadounidense de Para toda la vida)
- Shadow (1996) (versión estadounidense de La sombra del otro)
- La antorcha encendida (1996) (asesor de producción)
- Acapulco bay (1995) (versión estadounidense de Acapulco, cuerpo y alma)
- Empire (1995) (versión estadounidense de Imperio de cristal)
- Imperio de cristal (1994)
- El vuelo del águila (1994) (asesor de producción)
- Capricho (1993)
- Primera parte de María Mercedes (1992)
- Valeria y Maximiliano (1991/92)
- Vida robada (1991)
- Cadenas de amargura (1991)
- Ángeles blancos (1990)
- Destino (1990)
- Las grandes aguas (1989)
- Pasión y poder (1988)

### Telenovelas - Gerente de producción
- Senda de gloria (1987)

## Premios y reconocimientos

### Festival Mundial de Medios Banff 2011
| Año  | Categoría                        | Telenovela | Resultado |
| ---- | -------------------------------- | ---------- | --------- |
| 2011 | Premio Rockie a Mejor telenovela | Eva Luna   | Ganadora  |

### Premios TVyNovelas
| Año  | Categoría        | Telenovela            | Resultado |
| ---- | ---------------- | --------------------- | --------- |
| 1999 | Mejor telenovela | La mentira            | Nominada  |
| 1995 | Mejor telenovela | Imperio de cristal    | Ganadora  |
| 1993 | Mejor telenovela | Valeria y Maximiliano | Nominada  |
| 1992 | Mejor telenovela | Cadenas de amargura   | Ganadora  |
| 1989 | Mejor telenovela | Pasión y poder        | Nominada  |

### Premios El Heraldo de México
| Año  | Categoría        | Telenovela         | Resultado |
| ---- | ---------------- | ------------------ | --------- |
| 1995 | Mejor telenovela | Imperio de cristal | Nominada  |

### Premios Eres
| Año  | Categoría        | Telenovela | Resultado |
| ---- | ---------------- | ---------- | --------- |
| 1991 | Mejor telenovela | Destino    | Nominada  |